# Picnik
Picnik fue un sitio web que ofrecía edición online de imágenes. Se podía importar fotos desde Facebook, MySpace, Picasa Web Albums, Flickr, Yahoo y también ofrecía opciones para cargar desde un ordenador o para cargar desde un sitio web. El nombre del sitio deriva de la palabra picnic. Picnik fue adquirido por Google el 1 de marzo de 2010, finalmente se anunció su cierre e integración a las herramientas de edición de Google+, la fecha fijada fue el 19 de abril de 2012.

## La web

### Funcionalidades
Muchas de las herramientas básica de edición de Picnik eran de uso libre, sólo necesitabas cargar tu foto y usar las herramientas de edición y creación disponibles para este tipo de usuario; luego de que hayas modificado la imagen a tu parecer, podrás guardarla en tu PC, enviarla por correo, o hacia algún sitio web (Twitter, PhotoBucket, Flickr, Facebook, MySpace, Fotolog, ImageShack, etc.). 
Las opciones de edición en el sitio son muy extensas y son las siguientes:
| - Sepia reforzado - Blanco y negro - Sepia - Refuerzo - Suavizar - Viñeta - Mate - Película infrarroja - Tipo cámara Lomo - Tipo cámara Holga - Rústico (premium) - HDR - Visión nocturna - CinemaScope - Orton - Matiz - Dinamismo (premium) - Invertir - Doble tono - Mapa de calor - Proceso cruzado - Focal - Fancy Focus (premium) - Suavizado radial - Pixelado focal - Zoom de foco - TRC - Panografía - Trazos de lápiz - Trazos de neón - Garabatear - Caricatura - Pixelado total - Rompecabezas (premium) - Posterización | - Fuentes básicas - Fuentes premium - Fuentes predeterminadas - Fuentes de diseñadores - Douglas Vitkauskas - Billi Argel - Kimberly Geswein - Tom Murphy - Guillaume Séguin | - Corrección de manchas (premium) - Eliminación de brillo (premium) - Aerógrafo (premium) - Eliminación de arrugas (premium) - Bronceado (premium) - Rubor (premium) - Color de ojos (premium) - Brillo en los ojos (premium) - Pestañas falsas (premium) - Dientes blancos - Color de labios (premium) - Color de cabello (premium) - Adelgazar (Comprensión de la imagen) - Aclarar (premium) - Oscurecer (premium) - Clonar (premium) | - Antes y después (premium) - Marco reflejado (premium) - Estampilla (premium) - Marco de vidrio (premium) - Borde simple - Bordes redondeados - Imagen con sombra - Estilo museo - Polaroid |

Además incluye, efectos adicionales por temporadas festivas como Halloween, Navidad; calcomanías y opciones avanzadas de configuración de imagen como niveles y curvas.
Picnik Premium incluye funciones adicionales, de resultados más sofisticados, de edición de fotos y el crédito de pago es entre un mes, semestral o el costo de suscripción anual.
Picnik tiene una asociación con Flickr, que incluye una característica de la versión con pocas opciones de edición en Flickr como un editor de imágenes predeterminado. También han firmado para hacer la edición de fotos para alojamientos de sitios web libres.

### Requisitos mínimos
Se recomienda que, como mínimo, se tenga Microsoft Windows XP/Vista, Mac OS X o Linux con un procesador de 1 GHz o superior, y al menos 512 MB de RAM. También se necesita un explorador web, como Internet Explorer versión 6.0 o superior, Firefox 2.0 o superior, o Safari 2 o superior.
Picnik en sí es liviano y no requiere descargas. Pero sí se necesita tener Flash 9 instalado para acceder a todas las funciones y el valor de la edición de fotos en el entorno de un explorador.

## Personal

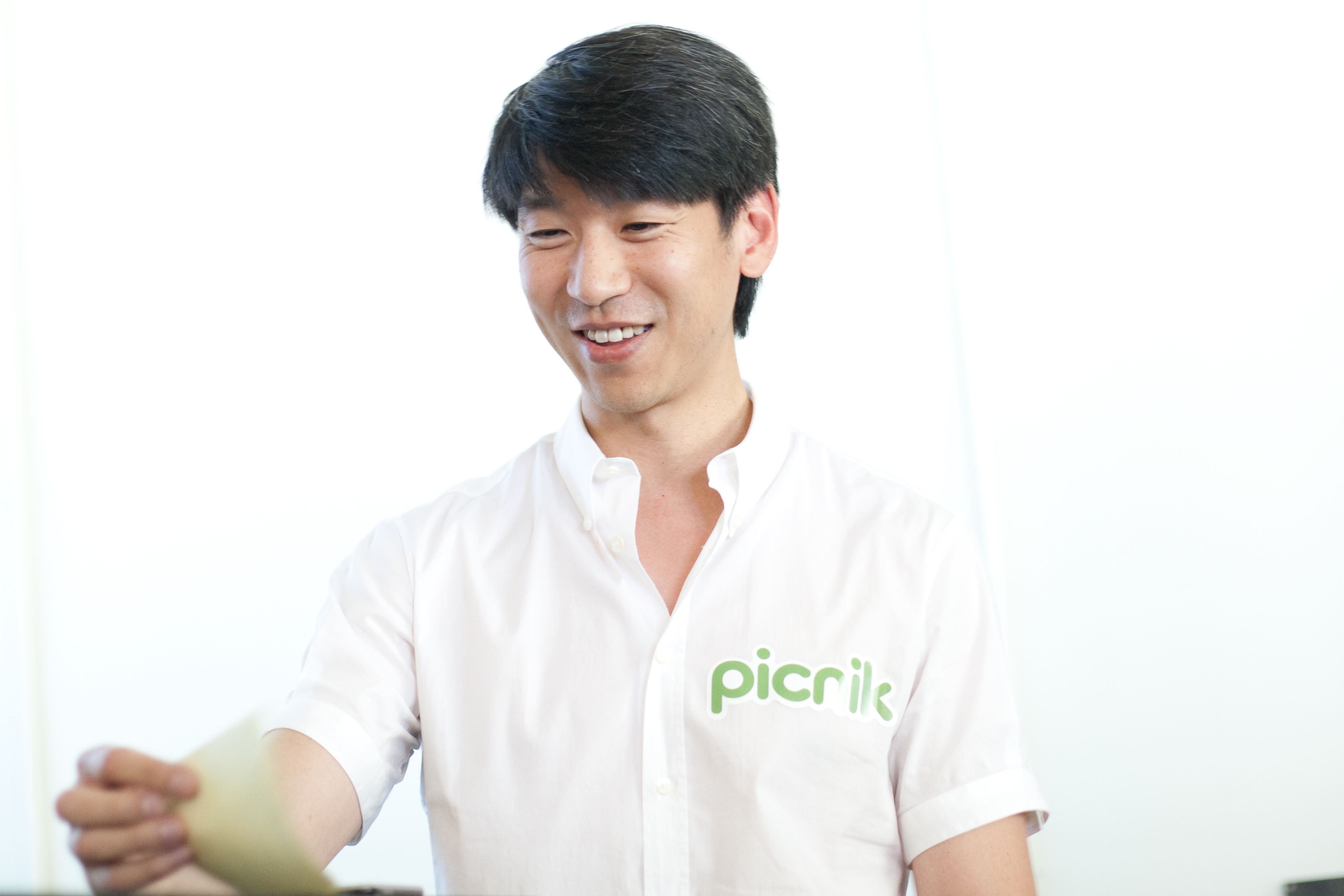
Jonathan Sposato.

- Jonathan Sposato / Director ejecutivo
- Darrin Massena  / Cofundador de Picnik, CTO
- Mike Harrington  / Cofundador de Picnik, COO
- Peter Roman  / Diseñador líder
- Brian Terry  / Softógrafo
- Justin Huff  / Adiestrador de pingüinos
- Steve Leroux  / Ingeniero en software, importador de té fino
- Charlie Whiton  / Gerente de control de calidad, miembro de Relaciones de la comunidad
- Ali Fisher  / Cultivadora comunitaria, representante de control de calidad
- K Michael Alexander  / Diseñador
- Brenda Anderson  / Contacto de la comunidad a cargo de las operaciones de Flickr
- Sonia Ramos  / Terapeuta de la comunidad de Picnik, Delegada de los Hispanohablantes
- Sarah Stackhouse  / Socióloga
- Lisa Conquergood  / Directora ejecutiva de marketing (CMO)
- Chelsea Fisher  / Terapeuta de la comunidad de Picnik